# Stanley-Cup-Playoffs 2001
Die Playoffs um den Stanley Cup des Jahres 2001 begannen am 11. April 2001 und endeten am 9. Juni 2001 mit dem 4:3-Erfolg der Colorado Avalanche über die New Jersey Devils. Für die Avalanche, die in Joe Sakic den Topscorer der Playoffs stellte, war es bei der zweiten Final-Teilnahme nach 1996 auch der zweite Titelgewinn. Ferner stellte Colorado mit ihrem Torhüter Patrick Roy den Most Valuable Player dieser post-season, wodurch Roy zum ersten Spieler der Ligahistorie wurde, der dreimal mit der Conn Smythe Trophy ausgezeichnet wurde. Die New Jersey Devils indes waren bei ihrer dritten Final-Teilnahme der Franchise-Geschichte nach 1995 und dem Vorjahr 2000 erstmals unterlegen.
Darüber hinaus markierten die Playoffs des Jahres 2001 das erste Mal seit 1989 sowie das vorerst (Stand: Playoffs 2025) letzte Mal, dass sich im Finale die beiden an Position eins gesetzten Mannschaften gegenüberstanden.

## Modus
Nachdem sich aus jeder Conference die drei Divisionssieger sowie die fünf weiteren punktbesten Teams der Conference qualifiziert haben, starten die im K.-o.-System ausgetragenen Playoffs. Dabei trifft der punktbeste Divisionssieger auf das achte und somit punktschlechteste qualifizierte Team, die Nummer 2 dieser Rangliste auf die Nummer 7 usw. Durch diesen Modus ist es möglich, dass eines oder mehrere qualifizierte Teams mehr Punkte als einer der Divisionssieger erzielt haben. Das gleiche Prinzip wird zur Bestimmung der Begegnungen der zweiten Playoff-Runde genutzt.
Jede Conference spielt in der Folge im Conference-Viertelfinale, Conference-Halbfinale und im Conference-Finale ihren Sieger aus, der dann im Finale um den Stanley Cup antritt. Alle Serien jeder Runde werden im Best-of-Seven-Modus ausgespielt, das heißt, dass ein Team vier Siege zum Erreichen der nächsten Runde benötigt. Das höher gesetzte Team hat dabei in den ersten beiden Spielen Heimrecht, die nächsten beiden das gegnerische Team. Sollte bis dahin kein Sieger aus der Runde hervorgegangen sein, wechselt das Heimrecht von Spiel zu Spiel. So hat die höher gesetzte Mannschaft in den Spielen 1, 2, 5 und 7, also vier der maximal sieben Spiele, einen Heimvorteil. Der Sieger der Eastern Conference wird mit der Prince of Wales Trophy ausgezeichnet und der Sieger der Western Conference mit der Clarence S. Campbell Bowl.
Bei Spielen, die nach der regulären Spielzeit von 60 Minuten unentschieden bleiben, folgt die Overtime, die im Gegensatz zur regulären Saison mit fünf Feldspielern gespielt wird. Sie endet durch das erste erzielte Tor (Sudden Death).

## Qualifizierte Teams
| Atlantic Division - (1) New Jersey Devils - (4) Philadelphia Flyers - (6) Pittsburgh Penguins Northeast Division - (2) Ottawa Senators - (5) Buffalo Sabres - (7) Toronto Maple Leafs Southeast Division - (3) Washington Capitals - (8) Carolina Hurricanes | Central Division - (2) Detroit Red Wings - (4) St. Louis Blues Northwest Division - (1) Colorado Avalanche - (6) Edmonton Oilers - (8) Vancouver Canucks Pacific Division - (3) Dallas Stars - (5) San Jose Sharks - (7) Los Angeles Kings |

## Playoff-Baum
|  | Conference-Viertelfinale                              | Conference-Viertelfinale | Conference-Viertelfinale |                    | Conference-Halbfinale | Conference-Halbfinale | Conference-Halbfinale |                   |                    | Conference-Finale | Conference-Finale | Conference-Finale |  |  | Stanley-Cup-Finale | Stanley-Cup-Finale | Stanley-Cup-Finale |
|  |                                                       |                          |                          |                    |                       |                       |                       |                   |                    |                   |                   |                   |  |  |                    |                    |                    |
|  | 1                                                     | New Jersey Devils        | 4                        |                    | 1                     | New Jersey Devils     | 4                     |                   |                    |                   |                   |                   |  |  |                    |                    |                    |
|  | 8                                                     | Carolina Hurricanes      | 2                        | 7                  | Toronto Maple Leafs   | 3                     |                       |                   |                    |                   |                   |                   |  |  |                    |                    |                    |
|  |                                                       |                          |                          |                    |                       |                       |                       |                   |                    |                   |                   |                   |  |  |                    |                    |                    |
|  | 2                                                     | Ottawa Senators          | 0                        | Eastern Conference | Eastern Conference    | Eastern Conference    |                       |                   |                    |                   |                   |                   |  |  |                    |                    |                    |
|  | 2                                                     | Ottawa Senators          | 0                        | Eastern Conference | Eastern Conference    | Eastern Conference    |                       |                   |                    |                   |                   |                   |  |  |                    |                    |                    |
|  | 7                                                     | Toronto Maple Leafs      | 4                        |                    |                       |                       |                       |                   |                    |                   |                   |                   |  |  |                    |                    |                    |
|  | 7                                                     | Toronto Maple Leafs      | 4                        | 1                  | New Jersey Devils     | 4                     |                       |                   |                    |                   |                   |                   |  |  |                    |                    |                    |
|  |                                                       |                          |                          | 1                  | New Jersey Devils     | 4                     |                       |                   |                    |                   |                   |                   |  |  |                    |                    |                    |
|  |                                                       | 6                        | Pittsburgh Penguins      | 1                  |                       |                       |                       |                   |                    |                   |                   |                   |  |  |                    |                    |                    |
|  | 3                                                     | 6                        | Pittsburgh Penguins      | 1                  | Washington Capitals   | 2                     |                       |                   |                    |                   |                   |                   |  |  |                    |                    |                    |
|  | 3                                                     |                          |                          |                    | Washington Capitals   | 2                     |                       |                   |                    |                   |                   |                   |  |  |                    |                    |                    |
|  | 6                                                     | Pittsburgh Penguins      | 4                        |                    |                       |                       |                       |                   |                    |                   |                   |                   |  |  |                    |                    |                    |
|  | 6                                                     | Pittsburgh Penguins      | 4                        |                    |                       |                       |                       |                   |                    |                   |                   |                   |  |  |                    |                    |                    |
|  |                                                       |                          |                          |                    |                       |                       |                       |                   |                    |                   |                   |                   |  |  |                    |                    |                    |
|  | 4                                                     | Philadelphia Flyers      | 2                        | 5                  | Buffalo Sabres        | 3                     |                       |                   |                    |                   |                   |                   |  |  |                    |                    |                    |
|  | 4                                                     | Philadelphia Flyers      | 2                        | 5                  | Buffalo Sabres        | 3                     |                       |                   |                    |                   |                   |                   |  |  |                    |                    |                    |
|  | 5                                                     | Buffalo Sabres           | 4                        | 6                  | Pittsburgh Penguins   | 4                     |                       |                   |                    |                   |                   |                   |  |  |                    |                    |                    |
|  | 5                                                     | Buffalo Sabres           | 4                        | 6                  | Pittsburgh Penguins   | 4                     | E1                    | New Jersey Devils | 3                  |                   |                   |                   |  |  |                    |                    |                    |
|  | (Die Teams werden nach der ersten Runde neu gesetzt.) |                          |                          |                    |                       |                       | E1                    | New Jersey Devils | 3                  |                   |                   |                   |  |  |                    |                    |                    |
|  |                                                       | W1                       | Colorado Avalanche       | 4                  |                       |                       |                       |                   |                    |                   |                   |                   |  |  |                    |                    |                    |
|  | 1                                                     | W1                       | Colorado Avalanche       | 4                  | Colorado Avalanche    | 4                     |                       | 1                 | Colorado Avalanche | 4                 |                   |                   |  |  |                    |                    |                    |
|  | 1                                                     |                          |                          |                    | Colorado Avalanche    | 4                     |                       | 1                 | Colorado Avalanche | 4                 |                   |                   |  |  |                    |                    |                    |
|  | 8                                                     | Vancouver Canucks        | 0                        | 7                  | Los Angeles Kings     | 3                     |                       |                   |                    |                   |                   |                   |  |  |                    |                    |                    |
|  | 8                                                     | Vancouver Canucks        | 0                        | 7                  | Los Angeles Kings     | 3                     |                       |                   |                    |                   |                   |                   |  |  |                    |                    |                    |
|  |                                                       |                          |                          |                    |                       |                       |                       |                   |                    |                   |                   |                   |  |  |                    |                    |                    |
|  | 2                                                     | Detroit Red Wings        | 2                        |                    |                       |                       |                       |                   |                    |                   |                   |                   |  |  |                    |                    |                    |
|  | 2                                                     | Detroit Red Wings        | 2                        |                    |                       |                       |                       |                   |                    |                   |                   |                   |  |  |                    |                    |                    |
|  | 7                                                     | Los Angeles Kings        | 4                        |                    |                       |                       |                       |                   |                    |                   |                   |                   |  |  |                    |                    |                    |
|  | 7                                                     | Los Angeles Kings        | 4                        | 1                  | Colorado Avalanche    | 4                     |                       |                   |                    |                   |                   |                   |  |  |                    |                    |                    |
|  |                                                       |                          |                          | 1                  | Colorado Avalanche    | 4                     |                       |                   |                    |                   |                   |                   |  |  |                    |                    |                    |
|  |                                                       | 4                        | St. Louis Blues          | 1                  |                       |                       |                       |                   |                    |                   |                   |                   |  |  |                    |                    |                    |
|  | 3                                                     | 4                        | St. Louis Blues          | 1                  | Dallas Stars          | 4                     |                       |                   |                    |                   |                   |                   |  |  |                    |                    |                    |
|  | 3                                                     |                          |                          |                    | Dallas Stars          | 4                     |                       |                   |                    |                   |                   |                   |  |  |                    |                    |                    |
|  | 6                                                     | Edmonton Oilers          | 2                        | Western Conference | Western Conference    | Western Conference    |                       |                   |                    |                   |                   |                   |  |  |                    |                    |                    |
|  | 6                                                     | Edmonton Oilers          | 2                        | Western Conference | Western Conference    | Western Conference    |                       |                   |                    |                   |                   |                   |  |  |                    |                    |                    |
|  |                                                       |                          |                          |                    |                       |                       |                       |                   |                    |                   |                   |                   |  |  |                    |                    |                    |
|  | 4                                                     | St. Louis Blues          | 4                        | 3                  | Dallas Stars          | 0                     |                       |                   |                    |                   |                   |                   |  |  |                    |                    |                    |
|  | 5                                                     | San Jose Sharks          | 2                        | 4                  | St. Louis Blues       | 4                     |                       |                   |                    |                   |                   |                   |  |  |                    |                    |                    |

## Conference-Viertelfinale

### Eastern Conference

#### (1) New Jersey Devils – (8) Carolina Hurricanes
| 12. April 2001 19.30 Uhr (Ortszeit) | New Jersey Devils Sergei Brylin (18:52) Bobby Holík (21:25) Bobby Holík (35:20) Petr Sýkora (45:06) Patrik Eliáš (47:01) | 5:1 (1:0, 2:0, 2:1) Spielbericht Stand: 1:0 | Carolina Hurricanes Josef Vašíček (51:27) | Continental Airlines Arena, East Rutherford, New Jersey Zuschauer: 19.040 |

| 15. April 2001 15.00 Uhr | New Jersey Devils Alexander Mogilny (4:16) Sean O’Donnell (22:32) | 2:0 (1:0, 1:0, 0:0) Spielbericht Stand: 2:0 | Carolina Hurricanes | Continental Airlines Arena, East Rutherford, New Jersey Zuschauer: 19.040 |

| 17. April 2001 19.30 Uhr | Carolina Hurricanes | 0:4 (0:2, 0:2, 0:0) Spielbericht Stand: 0:3 | New Jersey Devils Bobby Holík (4:44) Scott Gomez (7:20) Randy McKay (21:35) Brian Rafalski (24:37) | Raleigh Entertainment and Sports Arena, Raleigh, North Carolina Zuschauer: 17.525 |

| 18. April 2001 19.30 Uhr | Carolina Hurricanes Sami Kapanen (2:00) David Tanabe (28:23) Rod Brind’Amour (60:46) | 3:2 n. V. (1:1, 1:0, 0:1, 1:0) Spielbericht Stand: 1:3 | New Jersey Devils Jason Arnott (13:10) Petr Sýkora (49:31) | Raleigh Entertainment and Sports Arena, Raleigh, North Carolina Zuschauer: 14.339 |

| 20. April 2001 19.30 Uhr | New Jersey Devils Scott Gomez (11:41) Bobby Holík (59:40) | 2:3 (1:2, 0:0, 1:1) Spielbericht Stand: 3:2 | Carolina Hurricanes Josef Vašíček (10:53) Sami Kapanen (15:09) Jeff O’Neill (45:47) | Continental Airlines Arena, East Rutherford, New Jersey Zuschauer: 19.040 |

| 22. April 2001 15.00 Uhr | Carolina Hurricanes David Tanabe (25:18) | 1:5 (0:2, 1:1, 0:2) Spielbericht Stand: 2:4 | New Jersey Devils Patrik Eliáš (14:30) Sergei Brylin (15:51) Randy McKay (37:57) Randy McKay (46:00) Alexander Mogilny (54:27) | Raleigh Entertainment and Sports Arena, Raleigh, North Carolina Zuschauer: 18.730 |

#### (2) Ottawa Senators – (7) Toronto Maple Leafs
| 13. April 2001 19.00 Uhr (Ortszeit) | Ottawa Senators | 0:1 n. V. (0:0, 0:0, 0:0, 0:1) Spielbericht Stand: 0:1 | Toronto Maple Leafs Mats Sundin (70:49) | Corel Centre, Ottawa, Ontario Zuschauer: 18.500 |

| 14. April 2001 19.00 Uhr | Ottawa Senators | 0:3 (0:1, 0:1, 0:1) Spielbericht Stand: 0:2 | Toronto Maple Leafs Sergei Beresin (2:49) Gary Roberts (29:15) Gary Roberts (47:12) | Corel Centre, Ottawa, Ontario Zuschauer: 18.500 |

| 16. April 2001 19.00 Uhr | Toronto Maple Leafs Mats Sundin (7:12) Nikolai Antropow (28:18) Cory Cross (62:16) | 3:2 n. V. (1:0, 1:0, 0:2, 1:0) Spielbericht Stand: 3:0 | Ottawa Senators Marián Hossa (56:51) Daniel Alfredsson (59:24) | Air Canada Centre, Toronto, Ontario Zuschauer: 19.404 |

| 18. April 2001 19.00 Uhr | Toronto Maple Leafs Yanic Perreault (8:56) Yanic Perreault (18:07) Bryan McCabe (30:19) | 3:1 (2:1, 1:0, 0:0) Spielbericht Stand: 4:0 | Ottawa Senators Chris Phillips (2:30) | Air Canada Centre, Toronto, Ontario Zuschauer: 19.445 |

#### (3) Washington Capitals – (6) Pittsburgh Penguins
| 12. April 2001 19.30 Uhr (Ortszeit) | Washington Capitals Peter Bondra (20:35) | 1:0 (0:0, 1:0, 0:0) Spielbericht Stand: 1:0 | Pittsburgh Penguins | MCI Center, Washington, D.C. Zuschauer: 18.672 |

| 14. April 2001 13.00 Uhr | Washington Capitals Peter Bondra (9:25) | 1:2 (1:2, 0:0, 0:0) Spielbericht Stand: 1:1 | Pittsburgh Penguins Kevin Stevens (7:13) Mario Lemieux (16:34) | MCI Center, Washington, D.C. Zuschauer: 18.672 |

| 16. April 2001 19.00 Uhr | Pittsburgh Penguins Kevin Stevens (29:23) Alexei Kowaljow (44:59) Jan Hrdina (47:37) | 3:0 (0:0, 1:0, 2:0) Spielbericht Stand: 2:1 | Washington Capitals | Mellon Arena, Pittsburgh, Pennsylvania Zuschauer: 17.148 |

| 18. April 2001 19.00 Uhr | Pittsburgh Penguins Mario Lemieux (21:15) Jaromír Jágr (51:14) Janne Laukkanen (53:50) | 3:4 n. V. (0:1, 1:1, 2:1, 0:1) Spielbericht Stand: 2:2 | Washington Capitals Steve Konowalchuk (7:49) Brendan Witt (39:16) Steve Konowalchuk (49:09) Jeff Halpern (64:01) | Mellon Arena, Pittsburgh, Pennsylvania Zuschauer: 17.148 |

| 21. April 2001 15.00 Uhr | Washington Capitals Sergei Gontschar (30:01) | 1:2 (0:2, 1:0, 0:0) Spielbericht Stand: 2:3 | Pittsburgh Penguins Andrew Ference (6:35) Mario Lemieux (7:06) | MCI Center, Washington, D.C. Zuschauer: 18.672 |

| 23. April 2001 19.00 Uhr | Pittsburgh Penguins Mario Lemieux (7:21) Robert Lang (8:59) Alexei Kowaljow (39:59) Martin Straka (73:04) | 4:3 n. V. (2:0, 1:2, 0:1, 1:0) Spielbericht Stand: 4:2 | Washington Capitals Brendan Witt (34:07) Jeff Halpern (37:28) Calle Johansson (57:20) | Mellon Arena, Pittsburgh, Pennsylvania Zuschauer: 17.148 |

#### (4) Philadelphia Flyers – (5) Buffalo Sabres
| 11. April 2001 19.00 Uhr (Ortszeit) | Philadelphia Flyers Éric Desjardins (14:00) | 1:2 (1:2, 0:0, 0:0) Spielbericht Stand: 0:1 | Buffalo Sabres Chris Gratton (4:09) Doug Gilmour (18:04) | First Union Center, Philadelphia, Pennsylvania Zuschauer: 19.543 |

| 14. April 2001 13.00 Uhr | Philadelphia Flyers Daymond Langkow (13:13) John LeClair (33:52) Mark Recchi (35:33) | 3:4 n. V. (1:0, 2:2, 0:1, 0:1) Spielbericht Stand: 0:2 | Buffalo Sabres Miroslav Šatan (20:47) Alexei Schitnik (29:40) Curtis Brown (43:09) Jay McKee (78:02) | First Union Center, Philadelphia, Pennsylvania Zuschauer: 19.651 |

| 16. April 2001 19.30 Uhr | Buffalo Sabres Chris Gratton (3:53) Steve Heinze (24:12) | 2:3 (1:0, 1:2, 0:1) Spielbericht Stand: 2:1 | Philadelphia Flyers Kent Manderville (22:37) Simon Gagné (31:23) Andy Delmore (51:06) | HSBC Arena, Buffalo, New York Zuschauer: 18.690 |

| 17. April 2001 19.00 Uhr | Buffalo Sabres Miroslav Šatan (1:28) Donald Audette (2:18) Chris Gratton (35:30) Curtis Brown (66:13) | 4:3 n. V. (2:1, 1:1, 0:1, 1:0) Spielbericht Stand: 3:1 | Philadelphia Flyers Daymond Langkow (14:16) Simon Gagné (20:48) Dan McGillis (50:16) | HSBC Arena, Buffalo, New York Zuschauer: 18.690 |

| 19. April 2001 19.30 Uhr | Philadelphia Flyers Simon Gagné (14:53) Mark Recchi (36:02) Chris Therien (43:17) | 3:1 (1:0, 1:1, 1:0) Spielbericht Stand: 2:3 | Buffalo Sabres Maxim Afinogenow (29:00) | First Union Center, Philadelphia, Pennsylvania Zuschauer: 19.681 |

| 21. April 2001 15.00 Uhr | Buffalo Sabres Chris Gratton (2:23) Doug Gilmour (13:20) Donald Audette (17:49) Dave Andreychuk (18:46) Jean-Pierre Dumont (23:25) Steve Heinze (26:38) Jean-Pierre Dumont (42:20) Chris Gratton (56:51) | 8:0 (4:0, 2:0, 2:0) Spielbericht Stand: 4:2 | Philadelphia Flyers | HSBC Arena, Buffalo, New York Zuschauer: 18.690 |

### Western Conference

#### (1) Colorado Avalanche – (8) Vancouver Canucks
| 12. April 2001 20.00 Uhr (Ortszeit) | Colorado Avalanche Joe Sakic (15:22) Rob Blake (16:36) Chris Drury (25:35) Joe Sakic (38:55) Chris Drury (58:53) | 5:4 (2:1, 2:2, 1:1) Spielbericht Stand: 1:0 | Vancouver Canucks Mattias Öhlund (8:26) Trent Klatt (20:46) Todd Bertuzzi (36:33) Ed Jovanovski (50:17) | Pepsi Center, Denver, Colorado Zuschauer: 18.007 |

| 14. April 2001 20.00 Uhr | Colorado Avalanche Ville Nieminen (42:22) Milan Hejduk (43:04) | 2:1 (0:0, 0:1, 2:0) Spielbericht Stand: 2:0 | Vancouver Canucks Brendan Morrison (20:35) | Pepsi Center, Denver, Colorado Zuschauer: 18.007 |

| 16. April 2001 19.30 Uhr | Vancouver Canucks Trent Klatt (6:13) Daniel Sedin (21:37) Todd Bertuzzi (45:32) | 3:4 n. V. (1:1, 1:1, 1:1, 0:1) Spielbericht Stand: 0:3 | Colorado Avalanche Joe Sakic (17:18) Chris Drury (28:37) Adam Foote (49:52) Peter Forsberg (62:50) | General Motors Place, Vancouver, British Columbia Zuschauer: 18.422 |

| 18. April 2001 19.30 Uhr | Vancouver Canucks Trent Klatt (53:27) | 1:5 (0:0, 0:1, 1:4) Spielbericht Stand: 0:4 | Colorado Avalanche Chris Drury (37:30) Peter Forsberg (49:11) Joe Sakic (49:28) Éric Messier (49:49) Alex Tanguay (57:25) | General Motors Place, Vancouver, British Columbia Zuschauer: 18.422 |

#### (2) Detroit Red Wings – (7) Los Angeles Kings
| 11. April 2001 19.00 Uhr (Ortszeit) | Detroit Red Wings Tomas Holmström (6:23) Sergei Fjodorow (8:51) Brendan Shanahan (13:24) Brendan Shanahan (22:41) Igor Larionow (32:05) | 5:3 (3:0, 2:3, 0:0) Spielbericht Stand: 1:0 | Los Angeles Kings Kelly Buchberger (22:21) Žigmund Pálffy (27:47) Luc Robitaille (37:40) | Joe Louis Arena, Detroit, Michigan Zuschauer: 19.995 |

| 14. April 2001 13.00 Uhr | Detroit Red Wings Sergei Fjodorow (2:16) Steve Duchesne (9:12) Wjatscheslaw Koslow (46:04) Wjatscheslaw Koslow (53:31) | 4:0 (2:0, 0:0, 2:0) Spielbericht Stand: 2:0 | Los Angeles Kings | Joe Louis Arena, Detroit, Michigan Zuschauer: 19.995 |

| 15. April 2001 20.30 Uhr | Los Angeles Kings Luc Robitaille (28:21) Jozef Stümpel (53:33) | 2:1 (0:0, 1:1, 1:0) Spielbericht Stand: 1:2 | Detroit Red Wings Nicklas Lidström (38:02) | Staples Center, Los Angeles, Kalifornien Zuschauer: 18.478 |

| 18. April 2001 19.30 Uhr | Los Angeles Kings Scott Thomas (53:53) Jozef Stümpel (57:33) Bryan Smolinski (59:07) Éric Bélanger (62:36) | 4:3 n. V. (0:1, 0:2, 3:0, 1:0) Spielbericht Stand: 2:2 | Detroit Red Wings Pat Verbeek (13:57) Steve Duchesne (21:19) Wjatscheslaw Koslow (22:51) | Staples Center, Los Angeles, Kalifornien Zuschauer: 18.478 |

| 21. April 2001 15.00 Uhr | Detroit Red Wings Wjatscheslaw Koslow (40:33) Chris Chelios (52:46) | 2:3 (0:1, 0:1, 2:1) Spielbericht Stand: 2:3 | Los Angeles Kings Žigmund Pálffy (1:15) Ian Laperrière (21:51) Adam Deadmarsh (41:38) | Joe Louis Arena, Detroit, Michigan Zuschauer: 19.995 |

| 23. April 2001 19.30 Uhr | Los Angeles Kings Jozef Stümpel (2:19) Adam Deadmarsh (50:17) Adam Deadmarsh (64:48) | 3:2 n. V. (1:0, 0:2, 1:0, 1:0) Spielbericht Stand: 4:2 | Detroit Red Wings Pat Verbeek (24:20) Darren McCarty (26:42) | Staples Center, Los Angeles, Kalifornien Zuschauer: 18.478 |

#### (3) Dallas Stars – (6) Edmonton Oilers
| 11. April 2001 19.00 Uhr (Ortszeit) | Dallas Stars Mike Modano (38:14) Jamie Langenbrunner (62:08) | 2:1 n. V. (0:0, 1:1, 0:0, 1:0) Spielbericht Stand: 1:0 | Edmonton Oilers Ryan Smyth (26:51) | Reunion Arena, Dallas, Texas Zuschauer: 17.001 |

| 14. April 2001 15.00 Uhr | Dallas Stars Mike Keane (0:26) Joe Nieuwendyk (11:12) Darryl Sydor (41:18) | 3:4 (2:3, 0:1, 1:0) Spielbericht Stand: 1:1 | Edmonton Oilers Daniel Cleary (9:37) Georges Laraque (11:34) Rem Murray (18:14) Anson Carter (33:32) | Reunion Arena, Dallas, Texas Zuschauer: 17.001 |

| 15. April 2001 18.00 Uhr | Edmonton Oilers Ryan Smyth (58:57) Rem Murray (59:53) | 2:3 n. V. (0:1, 0:0, 2:1, 0:1) Spielbericht Stand: 1:2 | Dallas Stars Sergei Subow (3:06) Mike Modano (45:51) Benoît Hogue (79:48) | Skyreach Centre, Edmonton, Alberta Zuschauer: 17.100 |

| 17. April 2001 19.00 Uhr | Edmonton Oilers Anson Carter (34:24) Mike Comrie (77:19) | 2:1 n. V. (0:0, 1:0, 0:1, 1:0) Spielbericht Stand: 2:2 | Dallas Stars Mike Keane (53:15) | Skyreach Centre, Edmonton, Alberta Zuschauer: 17.100 |

| 19. April 2001 19.00 Uhr | Dallas Stars Jere Lehtinen (6:02) Jamie Langenbrunner (21:12) John MacLean (55:38) Kirk Muller (68:01) | 4:3 n. V. (1:0, 0:0, 1:3, 1:0) Spielbericht Stand: 3:2 | Edmonton Oilers Anson Carter (42:32) Doug Weight (43:04) Eric Brewer (45:29) | Reunion Arena, Dallas, Texas Zuschauer: 17.001 |

| 21. April 2001 17.00 Uhr | Edmonton Oilers Ryan Smyth (4:44) | 1:3 (1:0, 0:0, 0:3) Spielbericht Stand: 2:4 | Dallas Stars Brett Hull (48:57) Joe Nieuwendyk (57:07) Mike Modano (59:16) | Skyreach Centre, Edmonton, Alberta Zuschauer: 17.100 |

#### (4) St. Louis Blues – (5) San Jose Sharks
| 12. April 2001 18.00 Uhr (Ortszeit) | St. Louis Blues Pierre Turgeon (37:10) Scott Young (40:38) Al MacInnis (47:00) | 3:1 (0:0, 1:0, 2:1) Spielbericht Stand: 1:0 | San Jose Sharks Patrick Marleau (51:15) | Savvis Center, St. Louis, Missouri Zuschauer: 19.407 |

| 14. April 2001 12.00 Uhr | St. Louis Blues | 0:1 (0:0, 0:1, 0:0) Spielbericht Stand: 1:1 | San Jose Sharks Scott Thornton (33:52) | Savvis Center, St. Louis, Missouri Zuschauer: 19.534 |

| 16. April 2001 19.30 Uhr | San Jose Sharks Scott Thornton (16:19) Vincent Damphousse (32:30) Tony Granato (43:13) | 3:6 (1:3, 1:2, 1:1) Spielbericht Stand: 1:2 | St. Louis Blues Scott Mellanby (2:31) Jochen Hecht (4:16) Cory Stillman (13:49) Dallas Drake (26:17) Pierre Turgeon (37:12) Dallas Drake (59:21) | Compaq Center at San Jose, San José, Kalifornien Zuschauer: 17.496 |

| 17. April 2001 19.30 Uhr | San Jose Sharks Vincent Damphousse (20:58) Scott Thornton (26:49) Owen Nolan (32:32) | 3:2 (0:1, 3:0, 0:1) Spielbericht Stand: 2:2 | St. Louis Blues Keith Tkachuk (19:59) Dallas Drake (59:35) | Compaq Center at San Jose, San José, Kalifornien Zuschauer: 17.496 |

| 19. April 2001 18.30 Uhr | St. Louis Blues Scott Young (7:07) Dallas Drake (57:12) Bryce Salvador (59:54) | 3:2 n. V. (1:1, 0:1, 1:0, 1:0) Spielbericht Stand: 3:2 | San Jose Sharks Stéphane Matteau (8:43) Patrick Marleau (31:56) | Savvis Center, St. Louis, Missouri Zuschauer: 19.534 |

| 21. April 2001 12.00 Uhr | San Jose Sharks Brad Stuart (52:31) | 1:2 (0:0, 0:2, 1:0) Spielbericht Stand: 2:4 | St. Louis Blues Cory Stillman (35:20) Pavol Demitra (36:12) | Compaq Center at San Jose, San José, Kalifornien Zuschauer: 17.496 |

## Conference-Halbfinale

### Eastern Conference

#### (1) New Jersey Devils – (7) Toronto Maple Leafs
| 26. April 2001 19.00 Uhr (Ortszeit) | New Jersey Devils | 0:2 (0:0, 0:2, 0:0) Spielbericht Stand: 0:1 | Toronto Maple Leafs Nikolai Antropow (23:16) Steve Thomas (29:02) | Continental Airlines Arena, East Rutherford, New Jersey Zuschauer: 19.040 |

| 28. April 2001 19.00 Uhr | New Jersey Devils Scott Gomez (22:58) Brian Rafalski (25:25) Alexander Mogilny (29:27) John Madden (35:04) Alexander Mogilny (41:07) Randy McKay (65:31) | 6:5 n. V. (0:1, 4:0, 1:4, 1:0) Spielbericht Stand: 1:1 | Toronto Maple Leafs Daniil Markow (8:30) Mats Sundin (40:29) Steve Thomas (45:59) Mats Sundin (49:33) Steve Thomas (59:37) | Continental Airlines Arena, East Rutherford, New Jersey Zuschauer: 19.040 |

| 1. Mai 2001 19.00 Uhr | Toronto Maple Leafs Garry Valk (28:52) Steve Thomas (31:26) | 2:3 n. V. (0:1, 2:0, 0:1, 0:1) Spielbericht Stand: 1:2 | New Jersey Devils Bobby Holík (9:21) Scott Gomez (41:34) Brian Rafalski (67:00) | Air Canada Centre, Toronto, Ottawa Zuschauer: 19.457 |

| 3. Mai 2001 19.00 Uhr | Toronto Maple Leafs Shayne Corson (14:38) Sergei Beresin (21:21) Mats Sundin (30:43) | 3:1 (1:0, 2:1, 0:0) Spielbericht Stand: 2:2 | New Jersey Devils Patrik Eliáš (29:21) | Air Canada Centre, Toronto, Ottawa Zuschauer: 19.454 |

| 5. Mai 2001 19.00 Uhr | New Jersey Devils Petr Sýkora (32:43) Jason Arnott (36:50) | 2:3 (0:1, 2:1, 0:1) Spielbericht Stand: 2:3 | Toronto Maple Leafs Bryan McCabe (9:30) Cory Cross (24:33) Tomáš Kaberle (59:30) | Continental Airlines Arena, East Rutherford, New Jersey Zuschauer: 19.040 |

| 7. Mai 2001 19.00 Uhr | Toronto Maple Leafs Steve Thomas (25:07) Mats Sundin (42:17) | 2:4 (0:0, 1:2, 1:1) Spielbericht Stand: 3:3 | New Jersey Devils Petr Sýkora (4:54) Randy McKay (35:18) Brian Rafalski (39:55) Jason Arnott (45:58) | Air Canada Centre, Toronto, Ottawa Zuschauer: 19.481 |

| 9. Mai 2001 19.00 Uhr | New Jersey Devils Sergei Nemtschinow (21:32) Patrik Eliáš (27:13) Patrik Eliáš (29:12) Scott Stevens (34:41) John Madden (50:50) | 5:1 (0:1, 4:0, 1:0) Spielbericht Stand: 4:3 | Toronto Maple Leafs Steve Thomas (9:06) | Continental Airlines Arena, East Rutherford, New Jersey Zuschauer: 19.040 |

#### (5) Buffalo Sabres – (6) Pittsburgh Penguins
| 26. April 2001 19.30 Uhr (Ortszeit) | Buffalo Sabres | 0:3 (0:1, 0:0, 0:2) Spielbericht Stand: 0:1 | Pittsburgh Penguins Mario Lemieux (5:07) Jan Hrdina (54:02) Wayne Primeau (57:40) | HSBC Arena, Buffalo, New York Zuschauer: 18.136 |

| 28. April 2001 15.00 Uhr | Buffalo Sabres Stu Barnes (34:44) | 1:3 (0:0, 1:1, 0:2) Spielbericht Stand: 0:2 | Pittsburgh Penguins Robert Lang (30:11) Andrew Ference (48:09) Alexei Kowaljow (59:57) | HSBC Arena, Buffalo, New York Zuschauer: 18.690 |

| 30. April 2001 19.00 Uhr | Pittsburgh Penguins Kevin Stevens (25:34) | 1:4 (0:0, 1:1, 0:3) Spielbericht Stand: 2:1 | Buffalo Sabres Curtis Brown (33:04) Jason Woolley (49:51) Miroslav Šatan (53:03) James Patrick (59:39) | Mellon Arena, Pittsburgh, Pennsylvania Zuschauer: 17.148 |

| 2. Mai 2001 19.00 Uhr | Pittsburgh Penguins Martin Straka (11:10) Janne Laukkanen (25:24) | 2:5 (1:2, 1:0, 0:3) Spielbericht Stand: 2:2 | Buffalo Sabres Jean-Pierre Dumont (1:28) Curtis Brown (19:13) Stu Barnes (44:44) Uladsimir Zyplakou (54:24) Stu Barnes (58:09) | Mellon Arena, Pittsburgh, Pennsylvania Zuschauer: 17.148 |

| 5. Mai 2001 13.00 Uhr | Buffalo Sabres Chris Gratton (29:54) Curtis Brown (51:16) Stu Barnes (68:34) | 3:2 n. V. (0:1, 1:1, 1:0, 1:0) Spielbericht Stand: 3:2 | Pittsburgh Penguins Jaromír Jágr (14:51) Alexei Morosow (22:36) | HSBC Arena, Buffalo, New York Zuschauer: 18.690 |

| 8. Mai 2001 19.00 Uhr | Pittsburgh Penguins Alexei Kowaljow (25:14) Mario Lemieux (58:42) Martin Straka (71:29) | 3:2 n. V. (0:1, 1:1, 1:0, 1:0) Spielbericht Stand: 3:3 | Buffalo Sabres Maxim Afinogenow (9:26) Donald Audette (35:12) | Mellon Arena, Pittsburgh, Pennsylvania Zuschauer: 17.148 |

| 10. Mai 2001 19.30 Uhr | Buffalo Sabres Jean-Pierre Dumont (21:50) Steve Heinze (40:32) | 2:3 n. V. (0:0, 1:1, 1:1, 0:1) Spielbericht Stand: 3:4 | Pittsburgh Penguins Andrew Ference (28:19) Robert Lang (49:00) Darius Kasparaitis (73:01) | HSBC Arena, Buffalo, New York Zuschauer: 18.690 |

### Western Conference

#### (1) Colorado Avalanche – (7) Los Angeles Kings
| 26. April 2001 20.00 Uhr (Ortszeit) | Colorado Avalanche Chris Drury (15:59) Rob Blake (22:40) Peter Forsberg (55:30) | 3:4 n. V. (1:1, 1:1, 1:1, 0:1) Spielbericht Stand: 0:1 | Los Angeles Kings Glen Murray (9:20) Nelson Emerson (29:29) Glen Murray (53:00) Jaroslav Modrý (74:34) | Pepsi Center, Denver, Colorado Zuschauer: 18.007 |

| 28. April 2001 13.00 Uhr | Colorado Avalanche Ville Nieminen (22:29) Joe Sakic (55:13) | 2:0 (0:0, 1:0, 1:0) Spielbericht Stand: 1:1 | Los Angeles Kings | Pepsi Center, Denver, Colorado Zuschauer: 18.007 |

| 30. April 2001 18.30 Uhr | Los Angeles Kings Luc Robitaille (16:17) Glen Murray (50:00) Žigmund Pálffy (59:20) | 3:4 (1:1, 0:1, 2:2) Spielbericht Stand: 1:2 | Colorado Avalanche Rob Blake (4:33) Peter Forsberg (30:43) Milan Hejduk (48:21) Jon Klemm (50:33) | Staples Center, Los Angeles, Kalifornien Zuschauer: 18.478 |

| 2. Mai 2001 19.00 Uhr | Los Angeles Kings | 0:3 (0:0, 0:3, 0:0) Spielbericht Stand: 1:3 | Colorado Avalanche Alex Tanguay (23:55) Milan Hejduk (36:27) Chris Drury (38:13) | Staples Center, Los Angeles, Kalifornien Zuschauer: 18.478 |

| 4. Mai 2001 18.00 Uhr | Colorado Avalanche | 0:1 (0:0, 0:0, 0:1) Spielbericht Stand: 3:2 | Los Angeles Kings Luc Robitaille (50:05) | Pepsi Center, Denver, Colorado Zuschauer: 18.007 |

| 6. Mai 2001 18.30 Uhr | Los Angeles Kings Glen Murray (82:41) | 1:0 n. V. (0:0, 0:0, 0:0, 0:0, 1:0) Spielbericht Stand: 3:3 | Colorado Avalanche | Staples Center, Los Angeles, Kalifornien Zuschauer: 18.478 |

| 9. Mai 2001 20.00 Uhr | Colorado Avalanche Rob Blake (18:39) Chris Drury (43:03) Ville Nieminen (46:22) Shjon Podein (51:07) Milan Hejduk (56:25) | 5:1 (1:0, 0:1, 4:0) Spielbericht Stand: 4:3 | Los Angeles Kings Nelson Emerson (38:31) | Pepsi Center, Denver, Colorado Zuschauer: 18.007 |

#### (3) Dallas Stars – (4) St. Louis Blues
| 27. April 2001 18.00 Uhr (Ortszeit) | Dallas Stars John MacLean (9:55) Brad Lukowich (52:22) | 2:4 (1:2, 0:2, 1:0) Spielbericht Stand: 0:1 | St. Louis Blues Pavol Demitra (9:02) Marty Reasoner (15:08) Marty Reasoner (23:30) Pierre Turgeon (28:46) | Reunion Arena, Dallas, Texas Zuschauer: 17.001 |

| 29. April 2001 18.30 Uhr | Dallas Stars Joe Nieuwendyk (59:08) | 1:2 (0:2, 0:0, 1:0) Spielbericht Stand: 0:2 | St. Louis Blues Marty Reasoner (1:25) Scott Young (9:32) | Reunion Arena, Dallas, Texas Zuschauer: 17.001 |

| 1. Mai 2001 18.00 Uhr | St. Louis Blues Jochen Hecht (37:59) Alexander Chawanow (57:45) Cory Stillman (89:26) | 3:2 n. V. (0:1, 1:1, 1:0, 0:0, 1:0) Spielbericht Stand: 3:0 | Dallas Stars Mike Keane (5:29) Brett Hull (27:53) | Savvis Center, St. Louis, Missouri Zuschauer: 19.967 |

| 3. Mai 2001 18.30 Uhr | St. Louis Blues Alexander Chawanow (29:28) Keith Tkachuk (34:37) Chris Pronger (56:11) Scott Young (58:36) | 4:1 (0:0, 2:1, 2:0) Spielbericht Stand: 4:0 | Dallas Stars Joe Nieuwendyk (36:40) | Savvis Center, St. Louis, Missouri Zuschauer: 19.994 |

## Conference-Finale

### Eastern Conference

#### (1) New Jersey Devils – (6) Pittsburgh Penguins
| 12. Mai 2001 19.00 Uhr (Ortszeit) | New Jersey Devils Randy McKay (14:09) Petr Sýkora (37:04) Petr Sýkora (41:20) | 3:1 (1:1, 1:0, 1:0) Spielbericht Stand: 1:0 | Pittsburgh Penguins Martin Straka (3:06) | Continental Airlines Arena, East Rutherford, New Jersey Zuschauer: 19.040 |

| 15. Mai 2001 19.00 Uhr | New Jersey Devils Jay Pandolfo (8:52) Petr Sýkora (16:34) | 2:4 (2:0, 0:3, 0:1) Spielbericht Stand: 1:1 | Pittsburgh Penguins Alexei Morosow (29:20) Alexei Kowaljow (32:17) René Corbet (35:55) Robert Lang (45:19) | Continental Airlines Arena, East Rutherford, New Jersey Zuschauer: 19.040 |

| 17. Mai 2001 19.00 Uhr | Pittsburgh Penguins | 0:3 (0:2, 0:0, 0:1) Spielbericht Stand: 1:2 | New Jersey Devils Brian Rafalski (8:42) Jason Arnott (12:37) Patrik Eliáš (41:27) | Mellon Arena, Pittsburgh, Pennsylvania Zuschauer: 17.148 |

| 19. Mai 2001 15.00 Uhr | Pittsburgh Penguins | 0:5 (0:1, 0:2, 0:2) Spielbericht Stand: 1:3 | New Jersey Devils Patrik Eliáš (18:11) Brian Rafalski (27:58) Petr Sýkora (35:34) Jason Arnott (44:17) Brian Rafalski (53:14) | Mellon Arena, Pittsburgh, Pennsylvania Zuschauer: 17.148 |

| 22. Mai 2001 19.00 Uhr | New Jersey Devils Jason Arnott (0:57) Jason Arnott (27:41) Bobby Holík (32:23) John Madden (43:32) | 4:2 (1:1, 2:1, 1:0) Spielbericht Stand: 4:1 | Pittsburgh Penguins Alexei Morosow (16:38) Martin Straka (33:09) | Continental Airlines Arena, East Rutherford, New Jersey Zuschauer: 19.040 |

### Western Conference

#### (1) Colorado Avalanche – (4) St. Louis Blues
| 12. Mai 2001 13.00 Uhr (Ortszeit) | Colorado Avalanche Milan Hejduk (4:32) Joe Sakic (26:45) Joe Sakic (45:18) Milan Hejduk (54:00) | 4:1 (1:0, 1:1, 2:0) Spielbericht Stand: 1:0 | St. Louis Blues Scott Young (20:25) | Pepsi Center, Denver, Colorado Zuschauer: 18.007 |

| 14. Mai 2001 18.00 Uhr | Colorado Avalanche Ray Bourque (13:22) Adam Foote (38:04) Shjon Podein (53:21) Chris Drury (59:52) | 4:2 (1:0, 1:1, 2:1) Spielbericht Stand: 2:0 | St. Louis Blues Scott Mellanby (28:27) Al MacInnis (55:52) | Pepsi Center, Denver, Colorado Zuschauer: 18.007 |

| 16. Mai 2001 18.00 Uhr | St. Louis Blues Alexander Chawanow (5:54) Scott Mellanby (50:13) Jamal Mayers (54:17) Scott Young (90:27) | 4:3 n. V. (1:2, 0:0, 2:1, 0:0, 1:0) Spielbericht Stand: 1:2 | Colorado Avalanche Ray Bourque (6:46) Dan Hinote (8:36) Éric Messier (52:40) | Savvis Center, St. Louis, Missouri Zuschauer: 19.897 |

| 18. Mai 2001 18.00 Uhr | St. Louis Blues Pierre Turgeon (24:40) Pierre Turgeon (29:24) Jamal Mayers (40:58) | 3:4 n. V. (0:3, 2:0, 1:0, 0:1) Spielbericht Stand: 1:3 | Colorado Avalanche Steven Reinprecht (14:13) Joe Sakic (15:17) Ray Bourque (15:31) Stéphane Yelle (64:23) | Savvis Center, St. Louis, Missouri Zuschauer: 20.072 |

| 21. Mai 2001 18.00 Uhr | Colorado Avalanche Milan Hejduk (31:20) Joe Sakic (60:24) | 2:1 n. V. (0:0, 1:1, 0:0, 1:0) Spielbericht Stand: 4:1 | St. Louis Blues Bryce Salvador (33:31) | Pepsi Center, Denver, Colorado Zuschauer: 18.007 |

## Stanley-Cup-Finale

### (W1) Colorado Avalanche – (E1) New Jersey Devils
| 26. Mai 2001 18.00 Uhr (Ortszeit) | Colorado Avalanche Joe Sakic (11:07) Chris Drury (29:35) Joe Sakic (35:06) Rob Blake (45:36) Steven Reinprecht (57:36) | 5:0 (1:0, 2:0, 2:0) Spielbericht Stand: 1:0 | New Jersey Devils | Pepsi Center, Denver, Colorado Zuschauer: 18.007 |

| 29. Mai 2001 18.00 Uhr | Colorado Avalanche Joe Sakic (5:58) | 1:2 (1:2, 0:0, 0:0) Spielbericht Stand: 1:1 | New Jersey Devils Bob Corkum (14:29) Turner Stevenson (17:20) | Pepsi Center, Denver, Colorado Zuschauer: 18.007 |

| 31. Mai 2001 20.00 Uhr | New Jersey Devils Jason Arnott (3:36) | 1:3 (1:1, 0:0, 0:2) Spielbericht Stand: 1:2 | Colorado Avalanche Martin Škoula (10:38) Ray Bourque (40:31) Dan Hinote (46:28) | Continental Airlines Arena, East Rutherford, New Jersey Zuschauer: 19.040 |

| 2. Juni 2001 20.00 Uhr | New Jersey Devils Patrik Eliáš (23:42) Scott Gomez (48:09) Petr Sýkora (57:05) | 3:2 (0:1, 1:1, 2:0) Spielbericht Stand: 2:2 | Colorado Avalanche Rob Blake (3:58) Chris Drury (33:54) | Continental Airlines Arena, East Rutherford, New Jersey Zuschauer: 19.040 |

| 4. Juni 2001 18.00 Uhr | Colorado Avalanche Alex Tanguay (10:09) | 1:4 (1:2, 0:1, 0:1) Spielbericht Stand: 2:3 | New Jersey Devils Patrik Eliáš (3:09) Alexander Mogilny (18:47) Sergei Brylin (24:39) John Madden (58:05) | Pepsi Center, Denver, Colorado Zuschauer: 18.007 |

| 7. Juni 2001 20.00 Uhr | New Jersey Devils | 0:4 (0:1, 0:2, 0:1) Spielbericht Stand: 3:3 | Colorado Avalanche Adam Foote (18:02) Ville Nieminen (22:26) Chris Drury (38:27) Alex Tanguay (53:46) | Continental Airlines Arena, East Rutherford, New Jersey Zuschauer: 19.040 |

| 9. Juni 2001 18.00 Uhr | Colorado Avalanche Alex Tanguay (7:58) Alex Tanguay (24:57) Joe Sakic (26:16) | 3:1 (1:0, 2:1, 0:0) Spielbericht Stand: 4:3 | New Jersey Devils Petr Sýkora (29:33) | Pepsi Center, Denver, Colorado Zuschauer: 18.007 |

### Stanley-Cup-Sieger

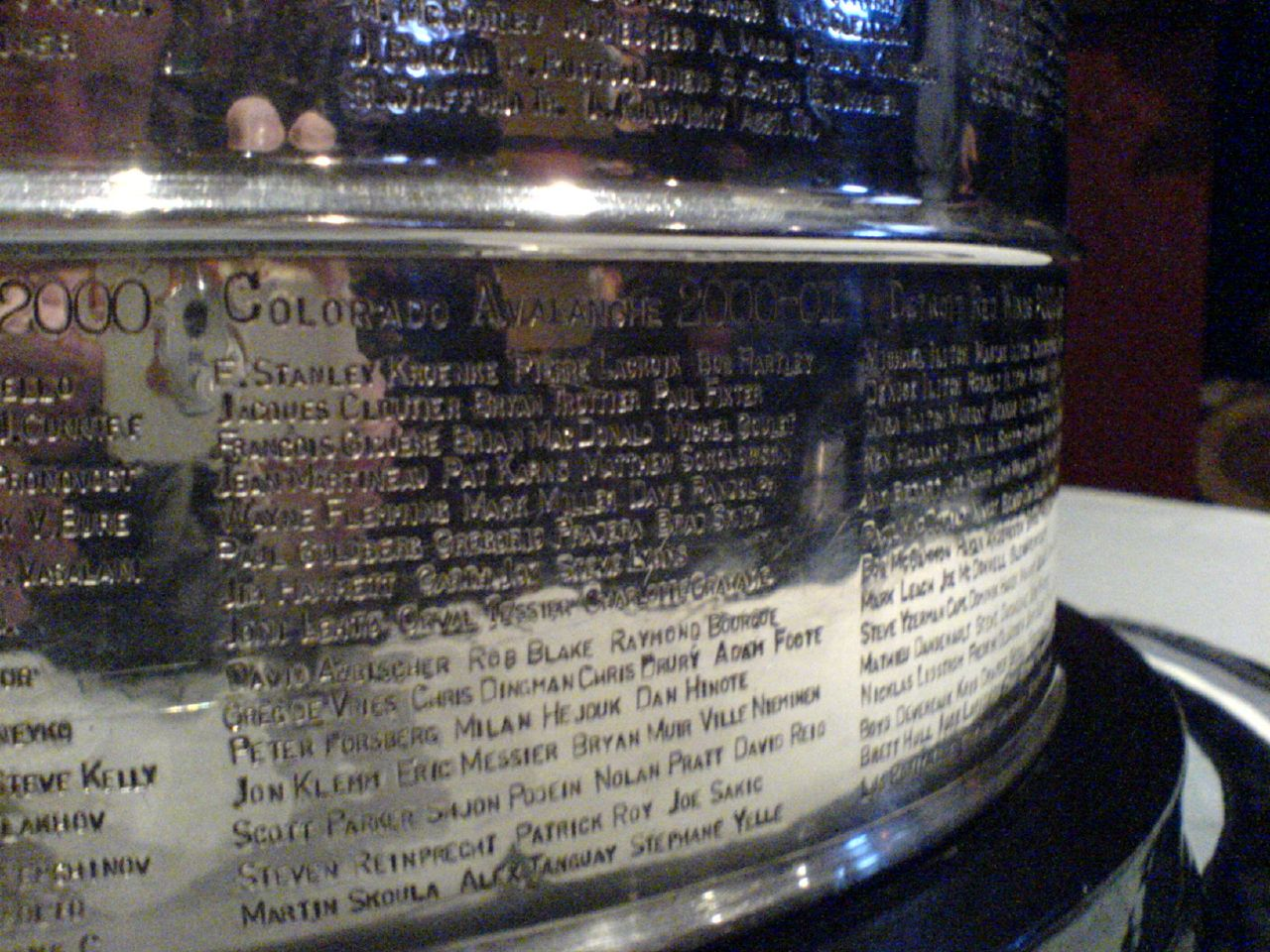
Gravur des Siegerteams auf dem Stanley Cup

Der Stanley-Cup-Sieger Colorado Avalanche ließ traditionell insgesamt 48 Personen, davon 24 Spieler sowie einige Funktionäre, darunter der Trainerstab und das Management, auf den Sockel der Trophäe eingravieren. Darunter Assistenztrainer Bryan Trottier, der als Spieler mit den New York Islanders und Pittsburgh Penguins sechs Mal den Stanley Cup gewann und Hall of Famer Michel Goulet, dem dieser Erfolg als Spieler verwehrt blieb. Auch Orval Tessier als Scout wurde berücksichtigt. Für die Spieler gilt dabei, dass sie entweder 41 Partien für die Mannschaft in der regulären Saison bestritten haben sollten oder eine Partie in der Finalserie. Dabei gibt es aber auch immer wieder Ausnahmeregelungen. Von einer solchen profitierte Bryan Muir, der mit nur acht Spielen in der regulären Saison und drei Playoff-Partien auf dem Cup verewigt wurde.
Die 24 Spieler Colorados setzen sich aus zwei Torhütern, neun Verteidigern und 13 Angreifern zusammen. Im Kader standen fünf Europäer. David Aebischer war der erste Schweizer, der den Stanley Cup gewann. Ray Bourque war bereits in seiner 22. und letzten NHL-Saison, als er seinen ersten Stanley Cup gewann.
| Stanley-Cup-Sieger Colorado Avalanche | Torhüter: David Aebischer, Patrick Roy Verteidiger: Rob Blake, Ray Bourque, Adam Foote, Jon Klemm, Éric Messier, Bryan Muir, Nolan Pratt, Martin Škoula, Greg de Vries Angreifer: Chris Dingman, Chris Drury, Peter Forsberg, Milan Hejduk, Dan Hinote, Ville Nieminen, Scott Parker, Shjon Podein, Dave Reid, Steven Reinprecht, Joe Sakic (C), Alex Tanguay, Stéphane Yelle Cheftrainer: Bob Hartley General Manager: Pierre Lacroix |

## Beste Scorer
Abkürzungen: GP = Spiele, G = Tore, A = Assists, Pts = Punkte, +/− = Plus/Minus, PIM = Strafminuten; Fett: Bestwert
| Spieler        | Team       | GP | G  | A  | Pts | +/− | PIM |
| -------------- | ---------- | -- | -- | -- | --- | --- | --- |
| Joe Sakic      | Colorado   | 21 | 13 | 13 | 26  | +6  | 6   |
| Patrik Eliáš   | New Jersey | 25 | 9  | 14 | 23  | +11 | 10  |
| Milan Hejduk   | Colorado   | 23 | 7  | 16 | 23  | +8  | 6   |
| Petr Sýkora    | New Jersey | 25 | 10 | 12 | 22  | +15 | 12  |
| Alex Tanguay   | Colorado   | 23 | 6  | 15 | 21  | +13 | 8   |
| Rob Blake      | Colorado   | 23 | 6  | 13 | 19  | +6  | 16  |
| Brian Rafalski | New Jersey | 25 | 7  | 11 | 18  | +10 | 7   |
| Mario Lemieux  | Pittsburgh | 18 | 6  | 11 | 17  | +4  | 4   |
| Chris Drury    | Colorado   | 23 | 11 | 5  | 16  | +5  | 4   |
| Bobby Holík    | Toronto    | 25 | 6  | 10 | 16  | +1  | 37  |

## Beste Torhüter
Die kombinierte Tabelle zeigt die jeweils drei besten Torhüter in den Kategorien Gegentorschnitt und Fangquote sowie die jeweils Führenden in den Kategorien Shutouts und Siege.
Abkürzungen: GP = Spiele, Min = Eiszeit (in Minuten), W = Siege, L = Niederlagen, GA = Gegentore, SO = Shutouts, Sv% = gehaltene Schüsse (in %), GAA = Gegentorschnitt; Fett: Bestwert; Sortiert nach Gegentorschnitt.
Erfasst werden nur Torhüter mit 180 absolvierten Spielminuten.
| Spieler        | Team       | GP | Min     | W  | L  | GA | SO | Sv%  | GAA  |
| -------------- | ---------- | -- | ------- | -- | -- | -- | -- | ---- | ---- |
| Patrick Roy    | Colorado   | 23 | 1450:56 | 16 | 7  | 41 | 4  | 93,4 | 1,70 |
| Roman Turek    | St. Louis  | 14 | 908:26  | 9  | 5  | 31 | 0  | 91,9 | 2,05 |
| Martin Brodeur | New Jersey | 25 | 1504:43 | 15 | 10 | 52 | 4  | 89,7 | 2,07 |
| Curtis Joseph  | Toronto    | 11 | 684:56  | 7  | 4  | 24 | 3  | 92,7 | 2,10 |
| Tommy Salo     | Edmonton   | 6  | 405:33  | 2  | 4  | 15 | 0  | 92,0 | 2,22 |